# H5P
H5P é uma estrutura de colaboração de conteúdo gratuita e de código aberto baseada em JavaScript . H5P é uma abreviação de Pacote HTML5 e tem como objetivo tornar mais fácil para todos criar, compartilhar e reutilizar conteúdo HTML5 interativo. Vídeos interativos, apresentações interativas, questionários, cronogramas interativos e muito mais foram desenvolvidos e compartilhados usando H5P em H5P.org. O H5P está sendo usado por mais de 17.000 sites. Em junho de 2018, a equipe principal anunciou que o H5P será apoiado financeiramente pela Mozilla Foundation dentro do programa MOSS.